# De Dageraad (Amsterdam)
De Dageraad is een woningencomplex in Amsterdam-Zuid. Het ligt aan weerszijden van de P.L. Takstraat en behoort tot de esthetische hoogtepunten van de Amsterdamse School.
De socialistische woningbouwvereniging 'De Dageraad' gaf in 1920 de architecten Michel de Klerk en Piet Kramer opdracht voor de bouw van 294 woningen en zes winkels.
De buurt vormt een onderdeel van het Plan Zuid van H.P. Berlage, die dit terrein aanvankelijk had gereserveerd voor een ziekenhuiscomplex. De oorspronkelijke plattegrond van het ziekenhuis is gevolgd bij de rangschikking van de huizenblokken. Het terrein heeft een oppervlakte van 12 hectare en wordt aan de zuidkant begrensd door het Amstelkanaal en voorts begrensd door de Burgemeester Tellegenstraat, het Henriette Ronnerplein en het Therese Schwartzeplein.
Sinds mei 2012 is er het Museum De Dageraad (t/m oktober 2020 'Bezoekerscentrum' van Museum Het Schip genoemd) gevestigd in de Burg. Tellegenstraat 128 waar rondleidingen door het complex en omgeving worden georganiseerd en een vaste en losse tentoonstellingen over Plan Zuid en de Amsterdamse School te zien zijn.
In beide hoekpanden met de Burgemeester Tellegenstraat zijn beelden te zien en twee gedenkstenen waaronder het Gedenkteken P.L. Tak.

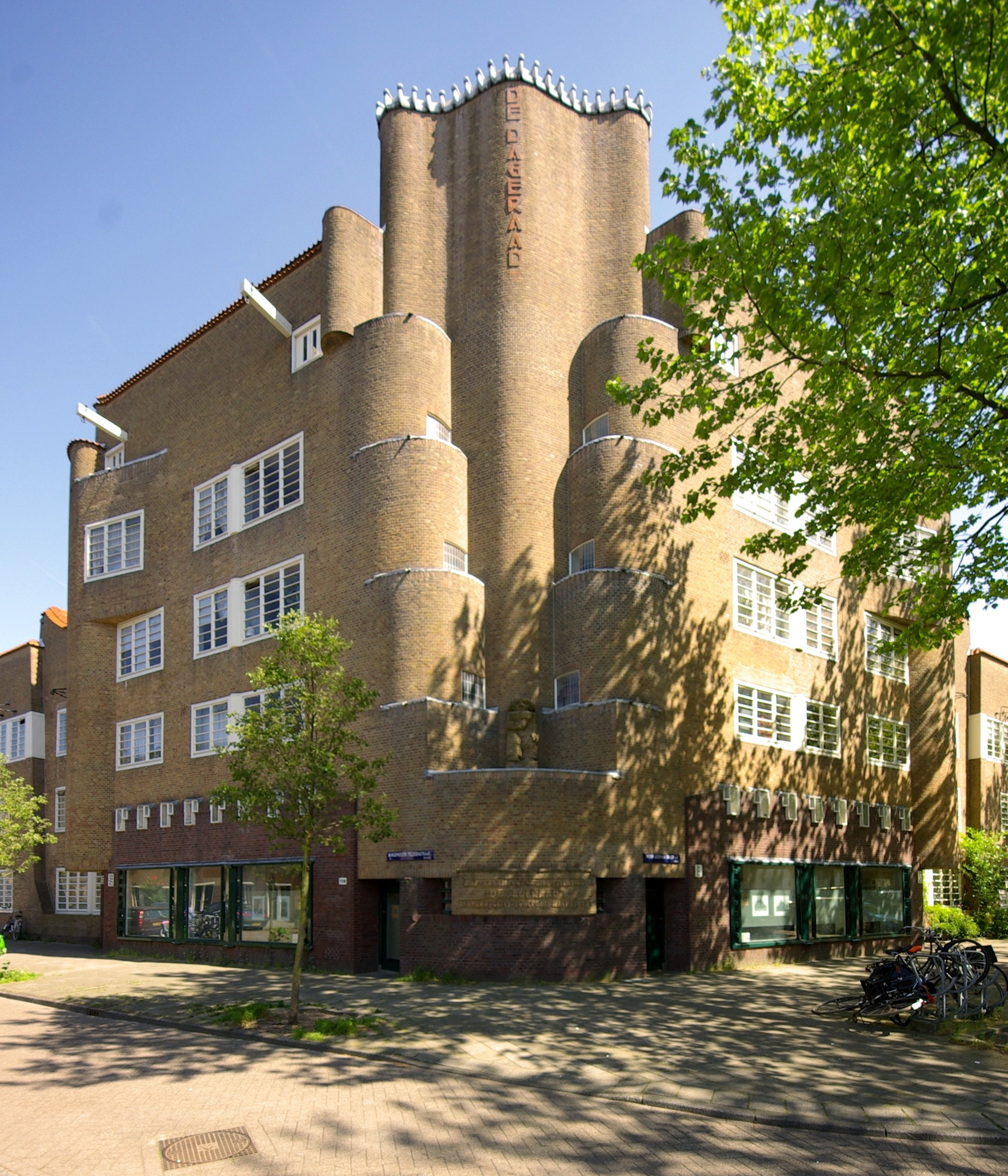
Woningencomplex 'De Dageraad' in Amsterdam-Zuid
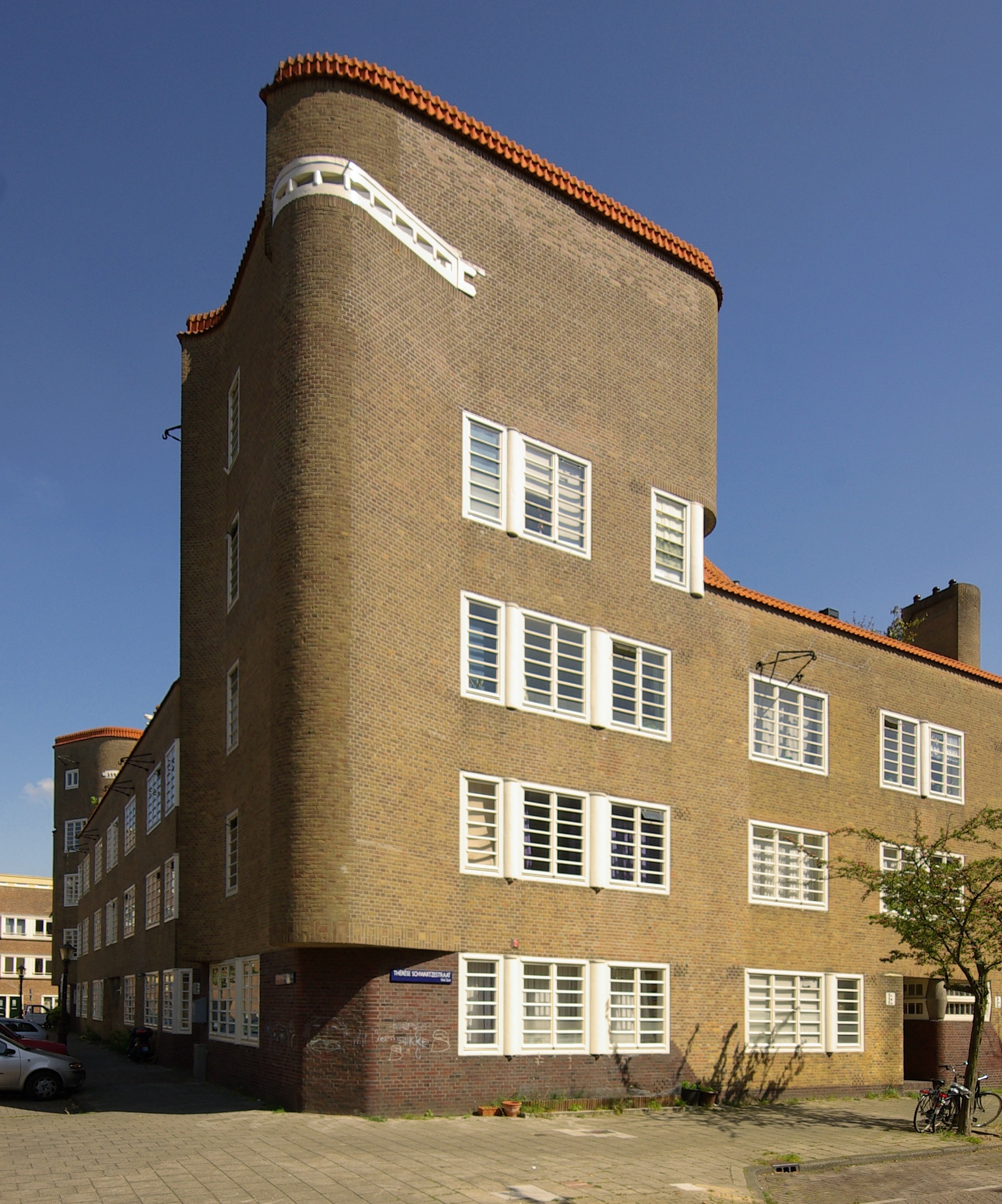
Woningencomplex 'De Dageraad' in Amsterdam-Zuid